# Nedelino (gmina)
Nedelino (bułg. Община Неделино)  − gmina w południowej Bułgarii, w obwodzie Smolan.

## Miejscowości
Miejscowości wchodzące w skład gminy Nedelino:
- Burewo (bułg.: Бурево),
- Dimanowo (bułg.: Диманово),
- Dunja (bułg.: Дуня),
- Elenka (bułg.: Еленка),
- Gyrnati (bułg.: Гърнати),
- Izgrew (bułg.: Изгрев),
- Koczani (bułg.: Кочани),
- Kozarka (bułg.: Козарка),
- Krajna (bułg.: Крайна),
- Kundewo (bułg.: Кундево),
- Nedelino (bułg.: Неделино) – siedziba gminy,
- Ogradna (bułg.: Оградна),
- Sredec (bułg.: Средец),
- Tynka bara (bułg.: Тънка бара),
- Wyrli doł (bułg.: Върли дол),
- Wyrlino (bułg.: Върлино).